# Еліфас Леві
Еліфас Леві Захед, нар Альфонс-Луї Констан (нар. 8 лютого 1810 — пом. 31 травня 1875) — французький автор книг про магію, масон.
Свої твори він писав під псевдонімом Еліфас Леві, завдяки чому він найбільш відомий сьогодні. Еліфас Леві був створений як спроба перекласти своє справжнє ім'я (Альфонс-Луї) на іврит.
Еліфас був сином продавця взуття з Парижа; здобув освіту в духовній семінарії, але закохався і кинув навчання ще до того, як був висвячений на священика. Він написав кілька творів на релігійно-магічні теми та радикальні політичні трактати. Кілька з них призвели до того, що його двічі засудили до в'язниці.
У 1854 році Леві відвідав Англію, де познайомився з письменником Едвардом Булвер-Літтоном, який цікавився розенкрейцерством і був президентом невеликої асоціації розенкрейцерів. Разом з ним вони написали трактат про магію, який з'явився в 1855 році під назвою «Догми та ритуали високої магії» і був перекладений англійською Артуром Едвардом Вейтом як «Трансцендентальна магія».
У 1861 році він опублікував другу частину цього трактату, La Clef des Grandes Mystères (Ключ до великих таємниць). Наступними його роботами були Fables et Symboles (Історії та образи), 1862, і La Science des Esprits (Наука про духи), 1865. У 1868 році він написав Le Grand Arcane, ou l'Occultisme Dévoilé (Велика таємниця, або Розкритий окультизм). , яка була опублікована посмертно в 1898 році.
Його версія науки про магію мала величезний успіх, особливо після його смерті. Його вчення не містило явних текстів, які б свідчили про фанатизм, хоча його твори вважалися «темними». Еліфас не прагнув отримати прибуток від свого вчення, і, на відміну від багатьох попередніх і пізніших авторів, він не прикидався членом якогось стародавнього та таємничого суспільства. Він включив карти таро в свою магічну систему, і в результаті вони стали важливим атрибутом західних магів. Він мав глибокий вплив на магію Герметичного Ордену Золотої Зорі, і саме через це Леві згадують сьогодні як одну з ключових магічних фігур, які зробили внесок у відродження магії у 20 столітті.
Леві розділив пентаграми на хороші і погані. На його думку, хороші ті, що нагадують п'ятикутну зірку, а погані — ті, що перевернуті, бо нагадують голову цапа. Часто «зла» пентаграма зображується з головою Бафомета всередині. Цей символ використовував Антон Шандор ЛаВей, засновник і первосвященик Церкви Сатани.

## Інтернет-ресурси
- Твори Éliphas Lévi у проєкті «Гутенберг»
- Твори та інформація про Éliphas Lévi as Alphonse Louis Constant у Інтернет-архіві